# Dendrobium devosianum
Dendrobium devosianum är en orkidéart som beskrevs av Johannes Jacobus Smith. Dendrobium devosianum ingår i släktet Dendrobium, och familjen orkidéer. Inga underarter finns listade i Catalogue of Life.